# Nina Faure
Pour les articles homonymes, voir Faure.
Nina Faure est une documentariste française et autrice. Elle a réalisé We are coming, chronique d'une révolution féministe et Paye (pas) ton gynéco, un film sur les violences gynécologiques. Elle est l'une des co-autrices de la nouvelle version du manuel féministe historique Notre corps, nous-mêmes.

## Biographie
Elle rejoint Pierre Carles et Annie Gonzalez en 2010 en tant qu'intervieweuse et assistante réalisateur sur le film de critique des médias Fin de concession .
Entre 2010 et 2014, elle réalise ses premiers courts-métrages traitant du travail précaire (Rien à foutre, Dans la boîte, édités en DVD avec deux films de Julien Brygo sous le titre 4 petits films contre le grand capital). Elle utilise alors le pseudonyme Juliette Guibaud. Pour Dans la boîte, Juliette Guibaud mène une enquête sur Adrexo, entreprise de distribution de prospectus dans les boîtes aux lettres. Dans Rien à foutre elle explore le monde de l'intérim et le non respect du droit du travail dans les emplois précaire.
En 2018, elle utilise une caméra cachée pour réaliser le documentaire Paye (pas) ton gynéco, qui traite des violences gynécologiques et obstétricales. 
Entre 2016 et 2020, elle fait partie du collectif de neuf femmes Notre corps, nous-mêmes. Ce collectif a pour objectif de ré-écrire la version française de Our bodies, ourselves daté de 1977. Cet ouvrage est initialement publié par le Boston Women’s Health Collective, en 1973, aux États-Unis. Il s'agit d'une synthèse des connaissances sur le corps et d'un manuel d'émancipation, réalisé par des femmes, pour les femmes. Il est publié en langue française en 1977. La deuxième édition française de Notre corps, nous-mêmes est publié en 2020 et reprend la méthode initiale du livre et l'approfondi en se basant sur 400 témoignages de femmes et minorités de genre venant de milieux sociaux variés.
En 2023 sort au cinéma son second long-métrage documentaire, We are coming, chronique d'une révolution féministe, Prix Agnès de l'imaginaire égalitaire en Belgique et Étoile de la Scam, qui part de la question du plaisir et de l'orgasme féminin et raconte de l'intérieur la montée en puissance du mouvement féministe pendant la décennie #MeToo. Le film aborde l'actualisation de Notre corps, nous-mêmes et les groupes de parole qui ont eu lieu, donne la parole à des sociologues, chercheuses et travailleuses sociales, et documente les luttes et manifestations, mêlant travail d'archive, chronique sociale et cinéma de l'intime. Il pose aussi la question de l'abolition du patriarcat.

## Publications
- « Filmer le féminisme:Retour sur un tournage entre passé, présent et futur », Revue du Crieur, vol. 24, no 1,‎ 4 avril 2024, p. 100–113 (ISSN 2428-4068, DOI 10.3917/crieu.024.0100, lire en ligne, consulté le 28 juin 2025).

## Filmographie

### Réalisations
- 2011 : Le Jour des mortes, documentaire, 4 min[11].
- 2012 : Rien à foutre, documentaire, 4 min[12].
- 2013 : Dans la boîte, documentaire, 18 min[13].
- 2018 : Paye (pas) ton gynéco, documentaire, 20 min[3].
- 2023 : We are coming, chronique d'une révolution féministe 87 min[10]

### Coréalisations
- Hollande, Dsk, etc., réalisé avec Julien Brygo, Pierre Carles et Aurore Van Opstal, 2012, 86 min[14].
- On revient de loin, réalisé avec Pierre Carles, 2016, 101 min.